# Poređe
Poređe es una localidad de Croacia situada en el municipio de Hum na Sutli, en el condado de Krapina-Zagorje. Segú el censo de 2021, tiene una población de 207 habitantes.